# Un grădinar face carieră
Un grădinar face carieră (în engleză Being There) este un film de comedie dramatic regizat de Hal Ashby după un scenariu de Jerzy Kosiński și Robert C. Jones (nemenționat) bazat pe un roman omonim (în engleză) din 1970 al lui Kosiński. În rolurile principale au interpretat actorii Peter Sellers și Shirley MacLaine, cu Jack Warden, Melvyn Douglas, Richard Dysart și Richard Basehart în rolurile secundare.
A fost produs de studiourile Lorimar Productions și a avut premiera la 19 decembrie 1979, fiind distribuit de United Artists. Coloana sonoră a fost compusă de Johnny Mandel. 
Cheltuielile de producție s-au ridicat la 7 milioane de dolari americani și a avut încasări de 30,2 milioane de dolari americani.
Douglas a primit Premiul Oscar pentru cel mai bun actor în rol secundar și Sellers a fost nominalizat la Premiul Oscar pentru cel mai bun actor. Scenariul a câștigat Premiul Academiei Britanice pentru cel mai bun scenariu și Premiul Sindicatului Scenariștilor Americani pentru cea mai bună comedie adaptată. De asemenea, a fost nominalizat la Premiul Globul de Aur pentru cel mai bun scenariu.

## Rezumat
Chance a lucrat ca grădinar pentru un om înstărit din Washington, DC încă din copilărie. De când se știe, nu și-a părăsit locul de muncă în toți acești ani, el știe despre viața din afara gardului proprietății doar de la televizor. El este mai interesat de acest mediu decât de semenii săi. După moartea angajatorului său, Chance se confruntă pentru prima dată cu provocările vieții de zi cu zi când pășește în lumea de dincolo de granițele sale obișnuite. Astfel el este nevoit să părăsească casei angajatorului său la instrucțiunile administratorului imobiliar. Ajunge să-și caute un viitor pe străzile orașului într-o realitate necunoscută, ceea ce uneori duce la reacții bizare. De exemplu, el încearcă să se sustragă de amenințarea cu cuțitul a unei bande de tineri criminali cu ajutorul unei telecomenzi TV pe care o poartă cu el.
În fața unui magazin TV, se vede la televizor pentru prima dată și, în confuzia sa, iese de pe trotuar și este lovit de o mașină parcată. În aceasta se află Eve Rand, soția atrăgătoare a unui om de afaceri de succes, dar grav bolnav, Ben Rand. Din cauza unei neînțelegeri, Eve crede că victima se cheamă este Chauncey Gardiner. Pentru îngrijiri medicale, ea îl duce pe Chance acasă cu ea. Acolo îl întâlnește pe domnul Rand.
Chance poartă un costum aruncat de angajatorul său decedat și menționează că aceea casă în care a locuit a fost închisă. Rand crede apoi că noul său prieten este un antreprenor falit din cauza tinerilor avocați. Dar asta nu este tot; Rand redă o viziune extrem de simplă a lucrurilor, modelată pe viața sa de grădinar și de contacte sociale rare, ca o expresie a înțelepciunii profunde.
Întrucât Rand este un confident al președintelui SUA, fostul grădinar va fi în curând prezentat șefului guvernului. Este atât de entuziasmat de o declarație privind schimbarea anotimpurilor, încât l-a citat pe presupusul „Mr. Gardiner ” pe nume într-un discurs public în legătură cu o problemă politică actuală. După ce a apărut într-un spectacol TV în care Chance a făcut din nou remarci similare pe teme botanice, este considerat o personalitate publică respectabilă.
La cererea președintelui, serviciile secrete americane cercetează persoana „Chauncey Gardiner”. Astfel, agenții vin cu informații detaliate despre îmbrăcămintea sa (până la marca lenjeriei sale), dar nu pot fi găsite date personale. Cu toate acestea, întrucât președintele nu poate fi sfătuit de un străin, autoritățile sunt sigure că Chance este atât de important încât dosarele sale au fost distruse. Situația reală este recunoscută doar de medicul lui Rand, care, totuși, păstrează tăcerea în legătură cu aceasta, din considerație pentru pacientul său pe moarte și din simpatia sa pentru Chance. Rand pune soarta soției sale în mâinile lui Chance.
Rand moare curând. La înmormântarea sa, șefii companiilor pe care le-a lăsat în urmă au convenit că presupusul Chauncey Gardiner va fi ideal pentru a candida la următorul mandat al președinției SUA. Viitorul candidat nu observă acest lucru. În timpul ceremoniei funerare, el părăsește petrecerea funerară, se plimbă puțin prin proprietatea acoperită de zăpadă, îndreaptă ramurile unui copac ca un grădinar și în cele din urmă merge, așa cum spune tradiția biblică că a făcut-o Isus pe Marea Galileii, peste apa unui mic lac.

## Distribuție
Au interpretat actorii:
- Peter Sellers - Chance grădinarul (Chauncey Gardiner)
- Shirley MacLaine - Eve Rand
- Melvyn Douglas - Ben Rand
- Richard Dysart - Dr. Robert Allenby
- Jack Warden - Președintele SUA
- Richard Basehart - Ambasadorul sovietic Vladimir Skrapinov
- Than Wyenn - Ambasadorul Gaufridi
- David Clennon - Thomas Franklin
- Fran Brill - Sally Hayes
- Ruth Attaway - Louise
- Denise DuBarry - Johanna
- Sam Weisman - Colson
- Alice Hirson - the First Lady
- Arthur Rosenberg - Morton Hull
- Jerome Hellman - Gary Burns
- James Noble - Kaufman
- John Harkins - Courtney
- Elya Baskin - Karpatov
- Richard McKenzie - Ron Steigler
- Oteil Burbridge - Lolo (boy on corner)
- Hoyt Clark Harris Jr. - Secret Service agent Riff

## Premii și nominalizări
| Premiu                                      | Categorie                                            | Nominalizat(i)                                       | Rezultat     |
| ------------------------------------------- | ---------------------------------------------------- | ---------------------------------------------------- | ------------ |
| Premiile Oscar (ed. a 52-a)                 | cel mai bun actor                                    | Peter Sellers                                        | Nominalizare |
| Premiile Oscar (ed. a 52-a)                 | cel mai bun actor în rol secundar                    | Melvyn Douglas                                       | Câștigat     |
| Premiile BAFTA (ed. a 34-a)                 | Best Film                                            | Andrew Braunsberg                                    | Nominalizare |
| Premiile BAFTA (ed. a 34-a)                 | cel mai bun actor                                    | Peter Sellers                                        | Nominalizare |
| Premiile BAFTA (ed. a 34-a)                 | cea mai bună actriță                                 | Shirley MacLaine                                     | Nominalizare |
| Premiile BAFTA (ed. a 34-a)                 | cel mai bun scenariu                                 | Jerzy Kosiński                                       | Câștigat     |
| Cannes (ed. 1979)                           | Palme d'Or                                           | Hal Ashby                                            | Nominalizare |
| Fotogramas de Plata Awards                  | Best Foreign Performer                               | Peter Sellers                                        | Câștigat     |
| Golden Globe Awards                         | Best Motion Picture – Musical or Comedy              | Being There                                          | Nominalizare |
| Golden Globe Awards                         | Best Actor in a Motion Picture – Musical or Comedy   | Peter Sellers                                        | Câștigat     |
| Golden Globe Awards                         | Best Actress in a Motion Picture – Musical or Comedy | Shirley MacLaine                                     | Nominalizare |
| Golden Globe Awards                         | Best Supporting Actor – Motion Picture               | Melvyn Douglas                                       | Câștigat     |
| Golden Globe Awards                         | Best Director – Motion Picture                       | Hal Ashby                                            | Nominalizare |
| Golden Globe Awards                         | Best Screenplay – Motion Picture                     | Jerzy Kosinski                                       | Nominalizare |
| Japan Academy Film Prize                    | Outstanding Foreign Language Film                    | Hal Ashby                                            | Nominalizare |
| London Critics Circle Film Awards           | Special Achievement Award                            | Peter Sellers                                        | Câștigat     |
| Los Angeles Film Critics Association Awards | Best Supporting Actor                                | Melvyn Douglas (also for The Seduction of Joe Tynan) | Câștigat     |
| National Board of Review Awards             | Top Ten Films                                        | Being There                                          | Câștigat     |
| National Board of Review Awards             | Best Actor                                           | Peter Sellers                                        | Câștigat     |
| National Film Preservation Board            | National Film Registry                               | Being There                                          | Inducted     |
| National Society of Film Critics Awards     | Best Actor                                           | Peter Sellers                                        | Nominalizare |
| National Society of Film Critics Awards     | Best Supporting Actor                                | Melvyn Douglas                                       | Nominalizare |
| National Society of Film Critics Awards     | Best Screenplay                                      | Jerzy Kosinski and Robert C. Jones                   | Nominalizare |
| National Society of Film Critics Awards     | Best Cinematography                                  | Caleb Deschanel (also for The Black Stallion)        | Câștigat     |
| New York Film Critics Circle Awards         | Best Actor                                           | Peter Sellers                                        | Nominalizare |
| New York Film Critics Circle Awards         | Best Supporting Actor                                | Melvyn Douglas                                       | Câștigat     |
| New York Film Critics Circle Awards         | Best Screenplay                                      | Jerzy Kosinski                                       | Nominalizare |
| Writers Guild of America Awards             | Best Comedy Adapted from Another Medium              | Jerzy Kosinski                                       | Câștigat     |

Filmul este recunoscut de Institutul American de Film în:
- 2000: AFI's 100 Years...100 Laughs – #26[12]